# Dimetylomocznik
Dimetylomocznik (DMU) – organiczny związek chemiczny, będący pochodną mocznika. Produkt pośredni w wielu syntezach chemicznych. Ma postać bezbarwnego, krystalicznego proszku o wyczuwalnym zapachu amoniaku. Wykazuje niską toksyczność.

## Zastosowania
1,3-dimetylomocznik jest używany do produkcji kofeiny, teofiliny, różnych farmaceutyków, herbicydów itp. W przemyśle tekstylnym DMU otrzymuje się jako produkt pośredni przy wytwarzaniu niezawierających formaldehydu środków do apretowania tekstyliów. Szacowana roczna produkcja DMU nie przekracza 25 000 ton.